# Апоморфин
Апоморфи́н — лекарственное средство. Является полусинтетическим алкалоидом, получаемым из морфина при воздействии на него хлороводородной кислотой. При этом удаляется характерный для алкалоидов морфина кислородный мостик и в результате молекулярной перегруппировки образуется новое четырёхциклическое соединение.
В Советском Союзе ведущим исследовательским центром апоморфина являлся Институт органического синтеза АН Латвийской ССР и лаборатория, которую создал член-корреспондент Академии медицинских наук СССР Макс Львович Беленький, который первым начал изучать адренергические свойства апоморфина.

## Фармакологические свойства
Апоморфин сохраняет некоторые фармакологические свойства морфина. Он обладает слабой анальгезирующей активностью, оказывает угнетающее влияние на дыхательный центр. Особенно выражено влияние апоморфина на хеморецепторную пусковую (триггерную) зону продолговатого мозга, возбуждение которой обусловливает его сильное рвотное действие. Непосредственно рвотный центр апоморфин, подобно морфину, угнетает. Если первая доза апоморфина рвотного действия не оказала, то повторное введение бывает неэффективным. Применение апоморфина не даёт также эффекта, если подавлена возбудимость рвотного центра (например, при глубоком наркозе) или хеморецепторной пусковой зоны (например, под влиянием нейролептических веществ).
Апоморфином широко пользуются также для экспериментальных целей при фармакологическом изучении и поиске новых, более эффективных психотропных препаратов. Антагонизм нейролептиков в отношении рвотного действия апоморфина столь характерен, что в условиях эксперимента этот феномен часто используется для выявления новых нейролептических веществ.
В последние годы[когда?] привлекла к себе внимание[чьё?] способность апоморфина стимулировать дофаминергические структуры мозга. В настоящее время[когда?] установлено[кем?], что апоморфин является специфическим агонистом для Д-рецепторов (см. Дофамин).
Целый ряд поведенческих реакций, наблюдаемых у экспериментальных животных при введении апоморфина (стереотипия, агрессивность и др.), объясняют[кто?] его стимулирующим влиянием на дофаминовые рецепторы. С влиянием на дофаминовые рецепторы в определённой степени связано и рвотное действие апоморфина. Нейролептики и некоторые другие препараты, обладающие противорвотной активностью (например, Метоклопрамид), являются антагонистами дофаминовых рецепторов.
В связи со способностью проникать через гематоэнцефалический барьер и оказывать центральное дофаминергическое действие делались попытки применять апоморфин для лечения паркинсонизма. Апоморфин даёт антипаркинсонический лечебный эффект, но не вошёл для этой цели в медицинскую практику вследствие рвотного действия, нефротоксичности и других побочных явлений.
Предполагают[кто?], что нарушение дофаминергических механизмов играет важную роль в патогенезе хронического алкоголизма. Обнаружена связь абстинентного синдрома с накоплением в крови дофамина.
Не исключено, что способность апоморфина взаимодействовать с дофаминовыми рецепторами связана со сходством части его молекулы со структурой дофамина.
Для медицинского применения выпускается апоморфина гидрохлорид (Apomorphini hydrochloridum, Apomorphine hydrochloride).

## Физические свойства
Белый, слегка сероватый или слегка желтоватый кристаллический порошок без запаха. На воздухе и на свету зеленеет. Трудно растворим в воде (1:60) и спирте (1:50). Водные растворы под влиянием света и воздуха быстро зеленеют и теряют активность.
Раствор для инъекций (рН 2,3—3,0) готовят с прибавлением стабилизатора.

## Фармакокинетика
Метаболизируется в печени с образованием глюкуронидов (в основном днём во время световой фазы суток). Выводится почками в виде метаболитов, главным образом парных соединений, 4 % — в неизменённом виде.

## Показания
Хронический алкоголизм (все стадии). Необходимость быстрого удаления из желудка ядовитых веществ и недоброкачественных продуктов питания (при невозможности проведения промывания желудка).

## Противопоказания
Гиперчувствительность, язвенная болезнь желудка и 12-перстной кишки, риск развития желудочно-кишечных кровотечений; стенокардия, кардиосклероз, атеросклероз сосудов головного мозга; артериальная гипотензия; открытые формы туберкулёза с кавернами и наклонностью к лёгочным кровотечениям; состояние после ожогов желудка кислотами и щелочами; беременность, пожилой возраст; отравления опиатами и анксиолитиками.

## Применение

### Как рвотное средство
Как рвотное средство апоморфина гидрохлорид применяют при необходимости быстрого удаления из желудка токсических веществ и недоброкачественных продуктов питания, особенно когда невозможно произвести промывание желудка. Действие наступает через несколько минут после подкожной инъекции. Вводят под кожу взрослым по 0,002—0,005 г (0,2—0,5 мл 1 % раствора), детям (от 2-летнего возраста) — по 0,001—0,003 г.

### Как отхаркивающее средство
Как отхаркивающее средство применяют редко из-за кратковременности действия. Обычно назначают для этой цели в микстурах взрослым по 0,001—0,005 г, детям 2—5 лет — по 0,0005—0,001 г, 6—12 лет — по 0,001—0,0025 г.
Высшие дозы для взрослых: разовая внутрь 0,01 г, под кожу 0,005 г; суточная внутрь 0,03 г, под кожу 0,01 г.
Детям в возрасте до 2 лет апоморфин не назначают.

### В наркологической практике
В наркологической практике апоморфином пользуются для лечения алкоголизма.
Для выработки условнорефлекторной отрицательной реакции на алкоголь вводят апоморфина гидрохлорид под кожу в разовой дозе от 0,002 г до 0,01 г (0,2—1 мл 1 % раствора), индивидуально подбирая дозу, вызывающую у данного больного рвоту. Спустя 3—4 мин после введения апоморфина дают больному в руки рюмку с 30—50 мл алкогольного напитка, которым он злоупотребляет. При начале тошноты предлагают выпить глоток напитка, после чего следует его нюхать и полоскать им рот. Когда тошнота резко усилится и больной почувствует приближение рвоты, он должен выпить ещё глоток алкогольного напитка. Обычно через 1—15 мин после появления тошноты развивается рвота. Сеансы проводят 1—2 раза в день.
Для выработки стойкой отрицательной реакции на алкоголь требуется 15 — 30 сеансов.
Для лечения алкогольного абстинентного состояния и патологического влечения к алкоголю вне абстиненции предложено применять апоморфин по следующему методу: препарат дают в желатиновых капсулах (во избежание раздражения слизистой оболочки полости рта), начиная с разовой дозы 10 мг; далее в течение дня через каждые 2 ч постепенно повышают дозу на 10 мг до ощущения тошноты или рвоты. Предыдущая доза, не вызывающая тошноты или рвоты, является для данного больного терапевтической. Эту дозу назначают ежедневно через каждые 2 ч (за исключением ночного времени) в течение 5 — 7 дней. Для улучшения всасывания рекомендуется давать препарат после еды, богатой белками и жирами, а для повышения стойкости препарата добавлять в капсулу аскорбиновую кислоту.
Иногда раствор апоморфина вводят под кожу при остром алкогольном опьянении; часто апоморфин вызывает перед рвотой успокоение, затем (через 5—30 мин) сон.

## Побочные эффекты
Применять апоморфин следует с осторожностью; у отдельных больных может развиться коллапс, возникать зрительные галлюцинации (особенно у лиц, перенёсших в прошлом белую горячку), у лиц с травматической энцефалопатией могут быть неврологические расстройства. Возможны аллергические реакции (кожная сыпь, зуд и др.).
При резком снижении артериального давления необходимо назначить сердечно-сосудистые средства, придать больному горизонтальное положение. При применении апоморфина следует остерегаться попадания рвотных масс в дыхательные пути.

## Форма выпуска
Формы выпуска: порошок; 1 % раствор в ампулах по 1 мл в упаковке по 5 или 10 ампул. 

Для применения при алкоголизме порошок фасуют в аптеках специализированных медицинских учреждений в желатиновые капсулы по 10; 20; 30; 40; 60 и 80 мг с добавлением для повышения стойкости препарата аскорбиновой кислоты до общей массы порошка 200 мг (0,2 г).
Порошок содержат в хорошо укупоренных банках оранжевого стекла, ампулы — в защищённом от света месте.

## Хранение
Хранение: Список А.